# Juan Habichuela
Juan Carmona Carmona, connu sous le nom de Juan Habichuela, né le 12 août 1933 à Grenade (Andalousie, Espagne) et mort le 30 juin 2016 à Madrid (Espagne), est un guitariste espagnol faisant partie de la grande dynastie flamenca des Habichuela.

## Famille
Petit-fils de Habichuela el Viejo (premier à recevoir le surnom d'Habichuela) et fils de José Carmona (dit Tío José Habichuela), Juan Habichuela est le frère de Pepe, Carlos et Luis, tous guitaristes comme lui.
Il est le père de Juan José Carmona dit El Camborio et d'Antonio Carmona.

## Biographie
Jeune, il se forme d'abord comme danseur, puis se tourne vers la guitare. Il déménage tôt à Madrid, où il accompagne notamment le danseur Mario Maya. Par la suite, il accompagne nombre de chanteurs renommés, parmi lesquels figurent Manolo Caracol, Juanito Valderrama, Fosforito , Rafael Farina et Enrique Morente.